# Anthurium sagittatum
Anthurium sagittatum är en kallaväxtart som först beskrevs av John Sims, och fick sitt nu gällande namn av George Don jr. Anthurium sagittatum ingår i släktet Anthurium och familjen kallaväxter. Inga underarter finns listade.